# Gordués
Gordués es un despoblado español situado en el municipio de Navardún, en la provincia de Zaragoza. Pertenece a la comarca de las Cinco Villas, en la comunidad autónoma de Aragón.

## Geografía
Al igual que el resto del municipio al que pertenece, Navardún, Gordués se encuentra situado en la llamada Valdonsella, es decir, en el valle del río Onsella, que discurre a no demasiada distancia de su núcleo urbano, que es atravesado por un barranco afluente de dicho río.

## Comunicaciones
Gordués se encuentra justo al lado de la carretera A-1601, que procedente de Sos del Rey Católico se dirige hacia el este hacia Navardún, para remontar hacia el norte, a través del Puerto de Cuatro Caminos, en plena sierra de la Sarda, finalizando su recorrido a cola del embalse de Yesa, no lejos de Artieda, ya en la Jacetania, tras pasar por Urriés y Ruesta.